# La forja de un rebelde (sèrie de televisió)
La forja de un rebelde va ser una sèrie de televisió, estrenada per Televisió espanyola en 1990, amb direcció de Mario Camus i basada en la novel·la homònima d'Arturo Barea.

## Argument
De caràcter autobiogràfic la sèrie narra a través de la vida d'"Arturo Barea" els avatars de la història d'Espanya durant la primera meitat del segle XX: la infància a Madrid, la seva joventut al Marroc lluitant en la Guerra del Rif, la seva estada a Ceuta, el seu retorn a la Península i la seva experiència durant la Guerra Civil en el bàndol de la República com a censor.

## Repartiment
- Jorge Juan García Contreras... Arturo Barea (nen).
- Francisco Javier Morales... Arturo Barea (adolescent).
- Antonio Valero... Arturo Barea (adult).
- Alicia Agut
- Iñaki Aierra
- Manuel Alexandre
- Rafael Alonso
- Ángel de Andrés López
- Simón Andreu
- Ofelia Angélica
- Pilar Bardem
- María Barranco
- Jorge Bosch
- Lydia Bosch
- Roberto Cairo
- Margarita Calahorra
- Juan Calot
- Eduardo Calvo
- José Pedro Carrión
- Fernando Chinarro
- Ángel de Andrés
- José Ángel Egido
- Cesáreo Estébanez
- Lola Forner
- Gabriel Garbisu
- Jorge Juan García Contreras
- Manoli García Pascual
- Alejandra Grepi
- Irene Guerrero de Luna
- José María Guía
- Emilio Gutiérrez Caba
- Alicia Hermida
- Paco Hernández
- Carlos Hipólito
- Luis Hostalot
- Carlos Iglesias
- Chete Lera
- José Luis López Vázquez
- Cándida Losada
- Manuel Millán
- Carlos Montalvo
- Sara Mora
- Josu Ormaetxe
- Juan Pons (Titta Ruffo)
- Magdalena Ritter
- Carmen Rossi
- Jesús Ruyman
- Francisco Sanz
- Jorge Sanz
- Paula Soldevila
- Alfonso Vallejo
- Luis Prendes
- Fernando Valverde
- Juan Jesús Valverde
- Felipe Vélez
- Nouredinne El Azzouzi El Edrissis (figurant)

## Fitxa tècnica
- Direcció: Mario Camus[2]
- Producció: José Luis Olaizola, Félix Tusell
- Música Original: Lluís Llach
- Fotografia: Javier Aguirresarobe, Fernando Arribas
- Montaje: José María Biurrún, Lorda Olaizola
- Direcció Artística: Rafael Palmero
- Decorados: Carlos Dorremochea
- Disseny de vestuari: Pepe Ros
- Maquillatge: Gregorio Mendiri, Carlos Paradela
- Ajudant d'adreça: Luis María Delgado, Arantxa Aguirre
- Efectos Especials: Reyes Abades

## Pressupost
Amb un pressupost de 2.300 milions de pessetes va ser la producció més costosa fins al moment en la història de la televisió a Espanya.

## Recepció
Va ser valorat com un dels cent millors programes de televisió espanyols. L'últim capítol de la sèrie va aconseguir un esment especial en el Prix Italia.